# Entre Rios (kommun i Brasilien, Santa Catarina)
Entre Rios är en kommun i Brasilien.   Den ligger i delstaten Santa Catarina, i den södra delen av landet, 1 300 km söder om huvudstaden Brasília. Antalet invånare är 3 018. Arean är 105 kvadratkilometer.
Terrängen i Entre Rios är lite kuperad.
I omgivningarna runt Entre Rios växer huvudsakligen savannskog. Runt Entre Rios är det ganska glesbefolkat, med 26 invånare per kvadratkilometer.